# Heteroflexibiliteit
Heteroflexibiliteit is een heteroseksuele gerichtheid waarbij af en toe ook seksuele aantrekkingskracht voor mensen van dezelfde sekse kan bestaan. Heteroflexibiliteit is een specifieke categorie binnen het overkoepelend begrip van biseksualiteit.
Heteroflexibiliteit verschilt ten opzichte van bischierig waar een verlangen tot experimenteren met dezelfde sekse bestaat. Wanneer personen met een homoseksuele gerichtheid af en toe aantrekkingskracht tot mensen van de andere sekse ervaren wordt gesproken van homoflexibiliteit.